# Graeca fides-nulla fides
Graeca fides-nulla fides лат. (изговор: грека фидес-нула фидес). Грчка вјера-никаква вјера.

## Поријекло изреке
Настала је у времену интензивног трговања Грка и Римљана.

## Смисао изреке
Искуство Римљана у трговини са Грцима је било више него лоше. Отуда су говорили да Грцима у трговини не треба вјеровати. У каснијим временима изрека се односила и на двије хришћанске цркве. Став достојанственика и политике Римокатоличке цркве је био негативан према православној цркви.